# 梅赫马恩德
梅赫马恩德（Mehmand），是印度恰蒂斯加尔邦Bilaspur县的一个城镇。总人口5765（2001年）。

## 人口
该地2001年总人口5765人，其中男性2999人，女性2766人；0—6岁人口1049人，其中男548人，女501人；识字率52.75%，其中男性为65.66%，女性为38.76%。